# Чарна (гмина, Ланьцутский повет)
Чарна (пол. Czarna) — сельская гмина (волость) в Польше, входит как административная единица в Ланьцутский повет, Подкарпатское воеводство. Население — 10 770 человек (на 2004 год).

## Демография
| Перепись                       | Всего   | Всего | Женщины | Женщины | Мужчины | Мужчины |
| ------------------------------ | ------- | ----- | ------- | ------- | ------- | ------- |
| Единицы                        | человек | %     | человек | %       | человек | %       |
| Население                      | 10 770  | 100   | 5568    | 51,7    | 5202    | 48,3    |
| Плотность населения (чел./км²) | 137,9   | 137,9 | 71,3    | 71,3    | 66,6    | 66,6    |

## Сельские округа
1. Чарна
2. Домбрувки
3. Кшеменица
4. Медыня-Глоговска
5. Медыня-Ланьцуцка
6. Погвиздув
7. Воля-Мала
8. Залесе

## Соседние гмины
1. Гмина Бялобжеги
2. Гмина Красне
3. Гмина Ланьцут
4. Ланьцут
5. Гмина Ракшава
6. Гмина Соколув-Малопольски
7. Гмина Тшебовниско
8. Гмина Жолыня